# ورلت (واشینگتن)
ورلت، واشینگتن (به انگلیسی: Verlot, Washington) یک مکان مختص سرشماری در ایالات متحده آمریکا است که در شهرستان اسنوهومیش، واشینگتن واقع شده‌است.

## خصوصیات
ورلت ۱۶٫۸ کیلومترمربع مساحت و ۲۸۵ نفر جمعیت دارد و ۲۹۴ متر بالاتر از سطح دریا واقع شده‌است.